# اسلوبودان مارونوویچ
اسلوبودان مارونوویچ (مونته‌نگروئی: Слободан Маруновић؛ زادهٔ ۴ ژوئیهٔ ۱۹۵۷) بازیگر اهل مونته‌نگرو است.